# Bernard Barsi
Pour les articles homonymes, voir Barsi.
Bernard Barsi, né le 4 août 1942 à Nice et mort le 28 décembre 2022 dans la même ville, est un évêque catholique français, archevêque de Monaco de 2000 à 2020.

## Biographie
Bernard Barsi est né à Nice. Il est baptisé le 9 août 1942 en l’église Saint-Étienne  à Nice.
Ordonné prêtre le 28 juin 1969 par Jean Mouisset, il débute en tant que curé de la commune ouvrière de La Trinité (Alpes-Maritimes) et exerce différents autres ministères dans le diocèse de Nice, jusqu'à devenir en 1991 vicaire général du diocèse aux côtés de François Saint-Macary. Il assure la charge d'administrateur du diocèse lorsque ce dernier est nommé archevêque de Rennes en 1997.
Il retrouve en 1998 sa fonction de vicaire général auprès du nouvel évêque de Nice, Jean Bonfils.
Le 16 mai 2000, il est nommé archevêque de Monaco par Jean-Paul II. Il reçoit la consécration épiscopale le 8 octobre suivant des mains Jean Bonfils, évêque de Nice, assisté par François Saint-Macary, archevêque de Rennes et Joseph Sardou, son prédécesseur, atteint par la limite d'âge.
En 2005, il officie aux funérailles du prince Rainier III de Monaco. Le 2 juillet 2011, il célèbre le mariage du prince Albert II de Monaco et de Charlène Wittstock. Le 10 mai 2015, il baptise le prince héréditaire Jacques de Monaco, en même temps que sa sœur jumelle, la princesse Gabriella.
Lors de la Fête-Dieu, le 19 juin 2019, Bernard Barsi célèbre ses 50 ans d’ordination sacerdotale.
Atteint par la limite d'âge, il quitte ses fonctions le 21 janvier 2020, son successeur nommé est Dominique-Marie David.
Le 12 mai 2021, Bernard Barsi, est décoré de la Légion d’honneur par l’ambassadeur de France à Monaco, Laurent Stefanini.
Victime d'un accident cardiaque le 24 décembre 2022, conduit à l'hôpital l'Archet de Nice, Bernard Barsi meurt le 28 décembre 2022.
Ses obsèques célébrées sous la présidence de Dominique-Marie David se déroulent le 4 janvier 2023, en la cathédrale Notre-Dame-Immaculée de Monaco où il est inhumé dans le caveau des évêques.

## Prise de positions

### Protection des Chrétiens d'Orient
Bernard Barsi a exprimé à plusieurs reprises son soutien aux chrétiens d'Orient attirant l'attention « sur la terrible situation des chrétiens de certains pays d’Orient comme à Gaza, en Syrie, en Irak. A Mossoul, une épuration religieuse de masse se met en place contre eux. »
Lors de la rencontre annuelle du Conseil des conférences épiscopales d'Europe (CCEE) dans la principauté de Monaco le 9 octobre 2016, Bernard Barsi et la Conférence ont adopté un message visant à condamner la persécution des chrétiens dans le monde et les différentes formes d’intolérance ou de discrimination subies par les chrétiens en Europe.

### Dénonciation de la franc-maçonnerie
Bernard Barsi a réagi vivement à la création officielle le 19 février 2011 de la Grande Loge nationale régulière de la principauté de Monaco (GLNRPM), une grande première à Monaco où le catholicisme est religion d'État: « Les catholiques qui font partie de la franc-maçonnerie sont en état de péché grave et ne peuvent s'approcher de la sainte communion » a-t-il déclaré en rappelant les motifs de condamnation de la franc-maçonnerie par l'Église.

## Décorations et distinctions
- Chevalier de la Légion d'honneur (décembre 2020)[10]
- Commandeur de l'ordre de Saint-Charles (novembre 2018)[11]
- Officier de l'ordre de Grimaldi (novembre 2011)[12],[13]
- Commandeur avec plaque dans l'ordre du Mérite du Saint-Sépulcre de Jérusalem et grand prieur de Monaco de 2000 à 2022
- Grand officier de l'ordre des Saints Maurice et Lazare
- Commandeur de l'ordre sacré et militaire constantinien de Saint-Georges[14]
- Chapelain grand-croix conventuel ad honorem de l’ordre souverain militaire et hospitalier de Saint-Jean de Jérusalem, de Rhodes et de Malte[15].